# Casino Royale Hotel & Casino
Het Casino Royale Hotel & Casino is een hotel en casino aan de Strip in Las Vegas, Nevada, Verenigde Staten.
Het casino en hotel is in privé-eigendom van Tom Elardi en bestaat uit het vroegere "Travelodge" en het Nob Hill Casino. Beide gebouwen stonden al op de plaats waar zich nu Casino Royale bevindt.

## Geschiedenis

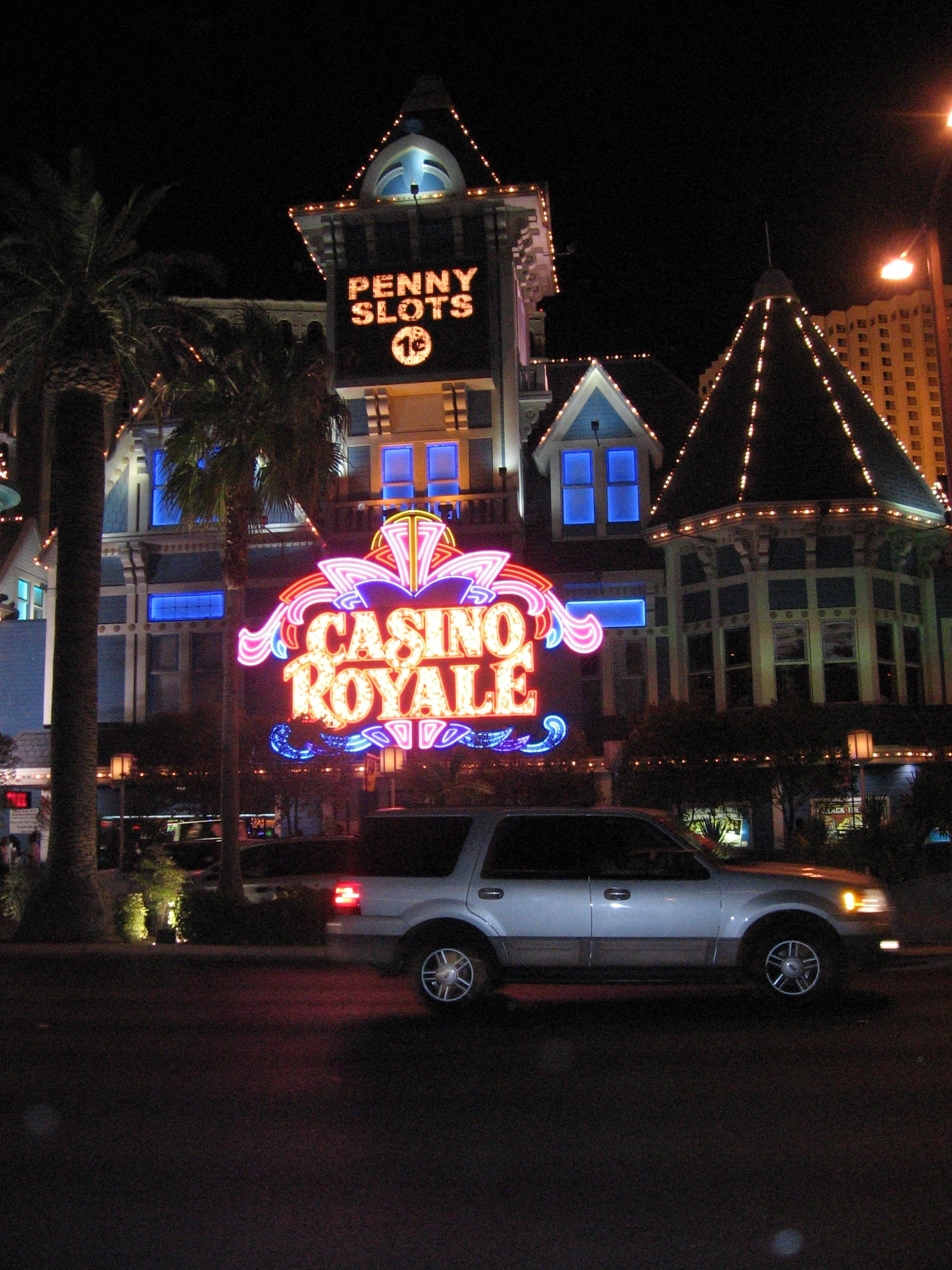
Het Casino Royale 's nachts.

Het eerste gebouw op de plek waar zich nu het Casino Royale bevindt was het Frank Musso's Restaurant, naast het toenmalige Sands Hotel. Dit restaurant was vooral actief tussen 1950 en '60; daarna werd het omgebouwd tot Joey's New Yorker Night Club voordat het uiteindelijk in een anderhalf jaar durende verbouwing in 1979 en 1980 werd omgebouwd tot de Nob Hill Casino.
In 1990 werd het Nob Hill Casino gesloten om vervolgens twee jaar later weer te heropenen onder de naam Casino Royale. Het naastgelegen Travelodge werd aangekocht en zo ontstond ook het hotel.

## Ligging
Het Casino Royale ligt aan de Las Vegas Boulevard in Las Vegas. Het hotel en casino liggen tussen het Flamingo en The Venetian. De directe buren van het hotel en casino's zijn vooral kleinere restaurants en casino's en het Harrah's. Aan de overkant van het hotel ligt The Mirage.

## Ontwerp

### Hotel
Het hotel is tussen 1990 en 1992 overgenomen van Travelodge, daarna zijn de kamers verbouwd en alles is in de stijl van een Europese villa herbouwd. Verder bezit het hotel in vergelijking met andere Strip-hotels weinig restaurants, dit komt mede doordat er veel kleinere restaurants naast het hotel zijn gebouwd.

### Casino
Casino Royale staat vooral bekend vanwege haar casino. Bij de opening van het casino had het de laagste inzetten op de Strip maar daarbij de hoogst mogelijke inzetmogelijkheden. Er kon op een inzet van 50 cent het honderdvoudige worden ingezet terwijl bij de meeste casino's er maximaal het tienvoudige mocht worden ingezet.
Tegenwoordig zijn deze inzetten nog wel mogelijk maar worden ze alleen nog maar toegestaan bij tafels waar een minimum inzet van vijf dollar geldt.